# Таушкасинское сельское поселение
Таушкасинское се́льское поселе́ние  — упразднённое  муниципальное образование в составе Цивильского района Чувашской Республики.
Административный центр — деревня Таушкасы.

## Населённые пункты
Численность населения — 1747 человек.
На территории поселения находятся следующие населённые пункты:
| Название | Население |  |
| -------- | --------- |  |
| Опнеры   | 93        |  |
| Имбюрти  | 282       |  |
| Антраки  | 30        |  |
| Байгеево | 236       |  |
| Торваши  | 141       |  |
| Тюнзыры  | 233       |  |
| Таушкасы | 752       |  |

## Физико-географическая характеристика
На территории д. Таушкасы протекает р. Аниш (чув. Енĕш)

## Достопримечательности
Памятник ВОВ — д. Таушкасы, ул. Школьная при КДЦ;
Памятник природы «Родник» — д. Тюнзыры на юго-восточной окраине деревни;
Обелиск — д. Торваши, ул. Анишкасы при СК;
Обелиск — д. Тюнзыры, ул. Новая;
Обелиск — д. Байгеево, ул. Средняя;
Обелиск — д. Имбюрти.

## Объекты экономики
На территории сельского поселения  в настоящее время функционирует: 
3 точки сферы платных услуг, где работает 9 человек;
8 точек торгового обслуживания –13 человек;
3 предприятия АПК – 179 человек;
1 предприятие малого бизнеса –   2 человека.